# Chevrotine
Chevrotine es un álbum de la banda francesa de indie rock e indie pop Holden, producido en Chile y lanzado por el sello francés Village Vert en 2006, y posteriormente en Alemania en 2007.

## Lista de canciones
Todas las canciones escritas y compuestas por Armelle Pioline y Mocke, salvo que se indique lo contrario. 
| Chevrotine |                                                       |                      |          |  |
| N.º        | Título                                                | Letras               | Duración |  |
| 1.         | «Ce que je suis»                                      |                      | 4:37     |  |
| 2.         | «Charlie, Rosie et moi»                               |                      | 3:13     |  |
| 3.         | «Madrid»                                              |                      | 4:08     |  |
| 4.         | «Sur le pave»                                         |                      | 3:22     |  |
| 5.         | «Les cigales»                                         |                      | 3:48     |  |
| 6.         | «Lorage avec Jean Louis Murat» (con Jean-Louis Murat) | Jean-Louis Bergheaud | 3:52     |  |
| 7.         | «Quelque chose en moi»                                |                      | 3:13     |  |
| 8.         | «Comme une fille»                                     |                      | 3:41     |  |
| 9.         | «L'essentiel»                                         |                      | 5:21     |  |
| 10.        | «En septembre»                                        |                      | 4:01     |  |
| 11.        | «Des demain»                                          |                      | 6:06     |  |
| 45:22      |                                                       |                      |          |  |

## Créditos
Integrantes
- Armelle Pioline
- Cristóbal Carvajal-Rastello
- Evan Evans
- Mocke
- Pierre-Jean Grappin

Otros
- Atom: producción y mezclas